# Schtroumpfette
Pour l'album, voir La Schtroumpfette.
 (mai 2016).
Si vous disposez d'ouvrages ou d'articles de référence ou si vous connaissez des sites web de qualité traitant du thème abordé ici, merci de compléter l'article en donnant les références utiles à sa vérifiabilité et en les liant à la section « Notes et références ».
 (mai 2016).

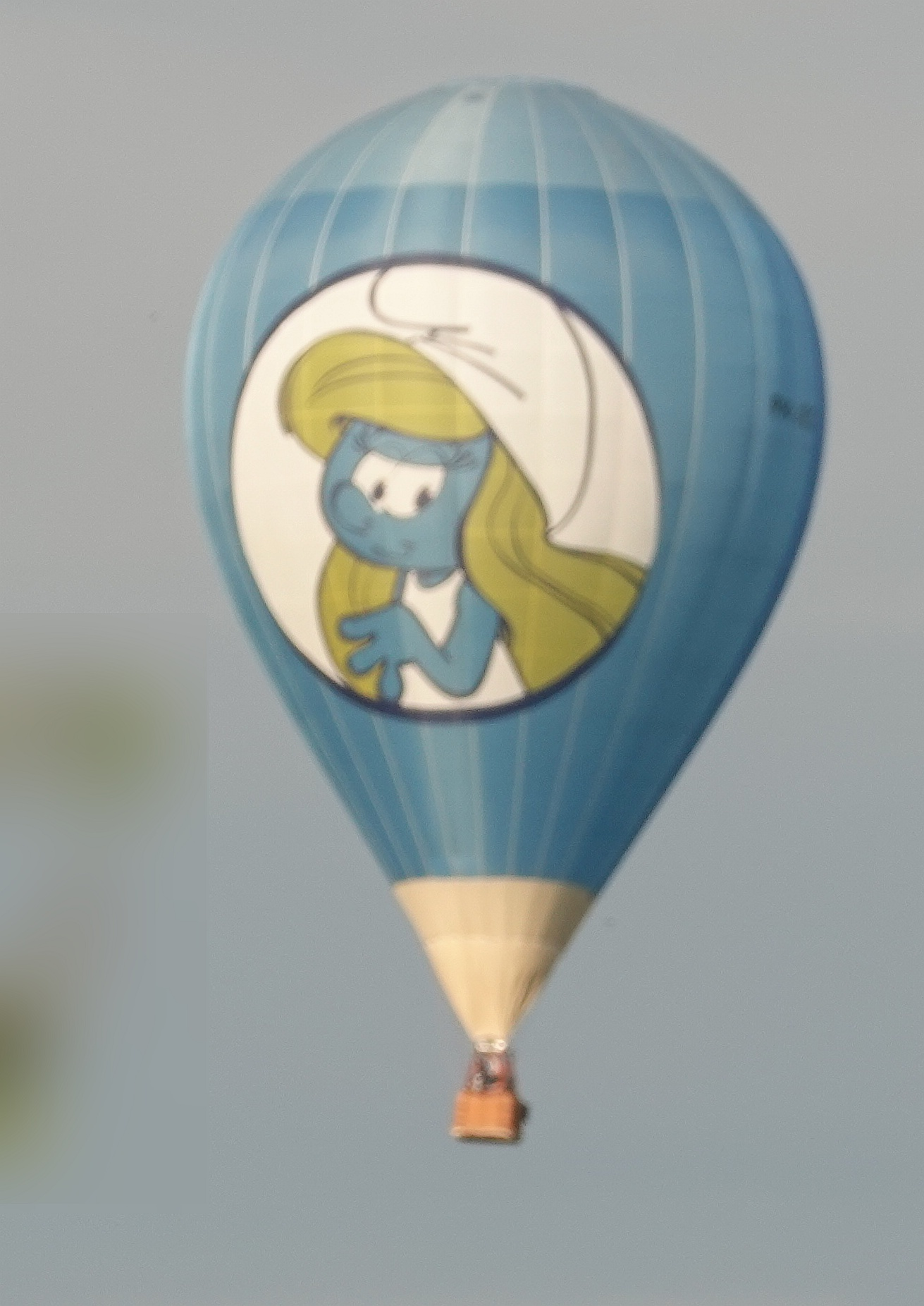
Ballon décoré de la Schtroumpfette au festival aérien de Barneveld de 2023, aux Pays-Bas.

La Schtroumpfette est un personnage de fiction de la série de bande dessinée Les Schtroumpfs, créée par Peyo. Elle apparaît pour la première fois en 1967 dans l'album La Schtroumpfette.

## Origine
Son apparition dans la série se fait lors de la publication de l'aventure dans Le Journal de Spirou du 7 avril 1966. Cette publication a été précédée dans les semaines précédentes de publications de portraits retouchés de femmes célèbres (Marianne, sous les traits de Brigitte Bardot, Mona Lisa, la Liberté éclairant le Monde…) coiffées du célèbre bonnet, avec la peau peinte en bleu, accompagnées de deux schtroumpfs, l'un interrogatif, l'autre furieux commentant : « Non, ce n'est pas la Schtroumpfette. » Peyo s'est inspiré pour ce lancement de celui de Gaston Lagaffe par Franquin quelques années plus tôt (les pas bleus) dans le même journal. 
La Schtroumpfette est le premier Schtroumpf féminin. Imaginée sur le modèle de Brigitte Bardot, elle a été créée dans la bande dessinée par Gargamel, sorcier à l'imagination intarissable, pour semer la zizanie dans le village des Schtroumpfs. Désirant créer « une statuette en la dotant d'une nature féminine », il a pris la recette dans le grimoire Magicae Formulae (éditions Belzébuth) : « Un brin de coquetterie, une solide couche de parti-pris, trois larmes de crocodile, une cervelle de linotte, de la poudre de langue de vipère, un carat de rouerie, une poignée de colère, un doigt de tissu de mensonges, cousu de fil blanc, bien sûr, un boisseau de gourmandise, un quarteron de mauvaise foi, un dé d'inconscience, un trait d'orgueil, une pointe d'envie, un zeste de sensiblerie, une part de sottise et une part de ruse, beaucoup d'esprit volatil et beaucoup d'obstination, une chandelle brulée par les deux bouts. » Elle est d'abord brune, dotée de traits épais, et les Schtroumpfs la considèrent comme une congénère énervante et peu attirante. Le Grand Schtroumpf fait changer son apparence.
Dans le premier album où elle apparaît, la Schtroumpfette ne s'exprime pas en schtroumpf, mais en langage humain (elle ne commence à parler schtroumpf que plus tard, lorsqu'elle revient au village schtroumpf dans des gags en une planche). Il semble qu'auparavant les Schtroumpfs n'avaient jamais vu le sexe opposé, comme en témoigne leur réaction de surprise devant la nouvelle arrivante.

## Description
Le personnage de la Schtroumpfette, bien avant d'être un aspect physique, est un caractère. Les pauvres Schtroumpfs, d'un naturel hospitalier, se soumettent aux nombreux caprices de cette dernière, avant de l'exclure du groupe en usant de différents subterfuges pour lui faire croire qu'elle a pris du poids[réf. nécessaire].  
Lors de sa première apparition, la Schtroumpfette porte une robe et des chaussures blanches et elle a les cheveux courts et noirs. Devant le spectacle de la Schtroumpfette en larmes qui ne supporte pas son corps, le Grand Schtroumpf, qui admet en son for intérieur que la malheureuse n'a pas un physique facile, décide de lui faire subir une longue opération de chirurgie esthétique qui lui change son apparence : après cela, elle a un corps et des attributs plus fins, les cheveux longs et blonds, lui conférant sa grâce et sa beauté définitives, arborant une robe blanche plus belle et les talons hauts blancs.
Sa métamorphose lui confère un pouvoir particulier auprès des Schtroumpfs, qui tombent tous sous son charme. Plus personne n'ose la contredire, ce qui se révèle dangereux pour la communauté : elle obtient du Schtroumpf poète qu'il ouvre la vanne du barrage en amont du village, ce qui provoque l'inondation du village. Vexée d'être tenue pour responsable par le Grand Schtroumpf, la Schtroumpfette déclare vouloir retourner chez Gargamel, et le chef des Schtroumpfs décide de la juger pour son rôle d'espionne du sorcier. Défendue par le Schtroumpf farceur qui trouve la faille dans l'accusation, la Schtroumpfette est innocentée. Les Schtroumpfs veulent célébrer l'événement par une grande fête, mais une bagarre éclate pour savoir avec qui la Schtroumpfette ouvrira le bal. Cet ultime incident pousse la Schtroumpfette à quitter le village et à n'y revenir qu'épisodiquement.

## Évolution
Lors de la création du personnage, la Schtroumpfette représente tous les défauts et clichés misogynes que la société occidentale attribue généralement aux femmes : elle provoque la division, use de subterfuges, séduit pour conduire au malheur... Peyo affirme s'être inspiré de Brigitte Bardot, qui faisait scandale dans les années 1960, pour créer le personnage.
L'album Les Schtroumpfs olympiques, qui comporte trois récits, témoigne d'une évolution importante du rôle de la Schtroumpfette. Elle n'est plus présentée comme une blonde manipulatrice, usant de son charme pour parvenir à ses fins, mais comme une récompense : celui qui remporte les Jeux aura droit à une bise de la Schtroumpfette. Ce qui provoque une cohue au bureau d'inscription. Dans Le jardin des Schtroumpfs, le troisième récit de l'album, la Schtroumpfette quitte le village pour aller cueillir des fruits en forêt, ce qui suggère qu'elle y est revenue de façon définitive et y a sa propre maison, et surtout parle pour la première fois en Schtroumpf. Les Schtroumpfs semblent s'être habitués à sa présence, car ils ne manifestent plus la même hystérie à son égard que par le passé. Néanmoins, la Schtroumpfette conserve intact son pouvoir de séduction : à peine appelle-t-elle les Schtroumpfs qu'ils arrivent en nombre. Seul élément constant : les Schtroumpfs vouvoient la Schtroumpfette, l'inverse n'étant pas systématiquement vrai puisque cette dernière les tutoie parfois.
Au fil des nombreux récits, la Schtroumpfette occupe différentes fonctions. Elle est infirmière, garde-malade, mais aussi chef des Schtroumpfs. Elle assume également, et de façon permanente, le rôle de mère pour le Bébé-Schtroumpf. Tout en restant un personnage reconnaissable, comme le Grand Schtroumpf, le Schtroumpf à lunettes ou le Schtroumpf bricoleur, la Schtroumpfette rentre progressivement dans le rang. 
Elle est définitivement admise comme un membre à part entière du village. L'album La Grande Schtroumpfette publié en 2010 par le fils de Peyo en est l'exemple parfait puisque la Schtroumpfette prend conscience que les Schtroumpfs l'apprécient énormément, mais la considèrent comme une blonde un peu niaise. Le Grand Schtroumpf élabore une stratégie : quitter le village et désigner la Schtroumpfette comme remplaçante. Cette dernière, mise dans la confidence par le doyen des Schtroumpfs, doit régler les problèmes de la vie courante pour parvenir à s'imposer au sein de la communauté. Elle y réussit à tel point que les Schtroumpfs, impressionnés et admiratifs, lui offrent une robe et un bonnet rouge, couleur du chef du village. 
Malgré cela, elle est toujours, mais de façon humoristique, un puissant objet de désir pour les Schtroumpfs lorsqu'ils la voient en sous-vêtements (On ne schtroumpfe pas le progrès), ou en maillot de bain (Schtroumpf les Bains).

## AutresSchtroumpfettes
La Schtroumpfette n'est pas le seul personnage féminin : en effet, parmi d'autres, il y a aussi Sassette, façonnée cette fois-ci par les Schtroumpfs, qui apparaît au treizième album. Il y a aussi Mémé Schtroumpf, apparaissant notamment dans les hors-séries (exemple : L'Univers des Schtroumpfs tome 5) et les dessins animés.
Cependant, ces deux personnages sont apparus plus tardivement que la Schtroumpfette, qui est donc restée longtemps le seul personnage féminin de l'univers des Schtroumpfs.
En 2017, un autre village peuplé exclusivement de Schtroumpfettes fait une véritable apparition, dans le film Les Schtroumpfs et le Village perdu ainsi que l'album dérivé Les Schtroumpfs et le Village des filles. La Schtroumpfette est heureuse de les rencontrer, mais est encore tourmentée par le fait qu'elle est un être artificiel créé par Gargamel et non pas une « véritable » femme de l'espèce des Schtroumpfs.

## Autour du personnage
- Dans la version française de la série animée, la Schtroumpfette est doublée par Céline Monsarrat.

- Dans le film Donnie Darko, des personnages parlent de la sexualité de la Schtroumpfette, discutant cette situation perverse où elle est la seule femelle du village. Un autre personnage explique les origines de la Schtroumpfette, mais les autres s'en moquent. Cette scène est écrite d'un point de vue américain, dont la connaissance des Schtroumpfs est fondée sur le dessin animé de Hanna-Barbera et non sur la bande dessinée originale.

- Dans le film d'animation 3D sorti en 2011, ce sont des chanteuses qui doublent sa voix en français et en anglais. Il s'agit Katy Perry pour la version originale, de Marie-Mai au Québec et de Béatrice Martin alias Cœur de Pirate en France. Dans la suite sortie en 2013, Katy Perry et Marie-Mai reprennent le rôle mais la voix française est assurée par la comédienne Marie-Eugénie Maréchal. Dans Les Schtroumpfs et le Village perdu, en 2017, la voix du personnage est encore doublée par Marie-Mai au Québec, mais Demi Lovato prend le relai de Katy Perry pour la version originale, et Laëtitia Milot pour la version française.

## Syndrome de la Schtroumpfette
L'essayiste Katha Pollitt a écrit en 1991 un article pour le journal The New York Times, dans lequel elle dénonce le fait que de nombreuses séries télévisées ou littéraires destinées aux enfants ne contiennent, parmi les personnages, qu'un seul personnage féminin, souvent stéréotypé par rapport au reste des personnages (qui sont tous masculins).
Elle donne à cette anomalie récurrente le nom de syndrome de la Schtroumpfette ou principe de la Schtroumpfette (Smurfette principle en anglais) en référence au fait que la Schtroumpfette ait longtemps été l'unique personnage féminin du village des Schtroumpfs, et que sa féminité y soit définie comme étant sa caractéristique principale vis-à-vis des autres personnages.
Pour vérifier si une œuvre présente ou non un syndrome de la Schtroumpfette, le test de Bechdel est réalisé. Ce nom fait référence à la dessinatrice de bande-dessinée américaine Alison Bechdel, qui est l'autrice de La Règle (The Rule en version originale), parue en 1985 dans l'album Lesbiennes à suivre.
Trois critères sont pris en compte : 
1. Il doit y avoir au moins deux femmes nommées (nom/prénom) dans l’œuvre ;
2. qui parlent ensemble ;
3. et qui parlent de quelque chose qui est sans rapport avec un homme.

Si ces trois critères ne sont pas respectés, l'oeuvre est jugée sexiste.
La problématique de ce syndrome est au cœur du scénario du film Les Schtroumpfs et le Village perdu.

## Autres noms
- Allemand : Schlumpfine
- Anglais : Smurfette
- Arabe : سنفورة (Sanfoura)
- Breton : Schtroumpfez
- Croate : Štrumpfeta
- Espagnol : Pitufina
- Espéranto : Smurfino
- Finnois : Smurffiina
- Grec : Στρουμφίτα (Stroumfita)
- Hongrois : Törpilla
- Italien : Puffetta
- Néerlandais : Smurfin
- Polonais : Smerfetka
- Tchèque : Šmoulinka
- Turc : Şirine